# Долбино
До̀лбино (на руски: Долбино) е село в Русия, Тулска област, Бельовски район. Населението му е около 5 души (2010).
Разположено е на 252 метра надморска височина в Средноруското възвишение, на 8 километра югозападно от Бельов и на 115 километра югозападно от Тула. От 1618 до 1898 година в селото е родовото имение на дворянския род Киреевски, от който произлизат философът Иван Киреевски и фолклористът Пьотър Киреевски. Имението е унищожено през Гражданската война, а днес селото е почти напълно обезлюдено.

## Известни личности
Родени в Долбино
- Пьотър Киреевски (1808 – 1856), фолклорист